# Mi segunda madre
Mi segunda madre (Lit. Minha segunda mãe ) é uma telenovela mexicana produzida por Juan Osorio para a Televisa e exibida pelo El Canal de las Estrellas entre 16 de janeiro e 13 de outubro de 1989.
Foi protagonizada por María Sorté, Enrique Novi e Daniela Castro e antagonizada por Fernando Ciangherotti e Alejandra Maldonado.

## Enredo
Daniela Lorente é uma excelente desenhadora, dona de uma prestigiosa casa de modas. Ela está casada com Alberto, um mau homem que a engana e lhe rouba dinheiro. Um bom dia Daniela descobre a Alberto e tem que chamar à polícia para que o encerrem. Alberto ao ser denunciado por sua esposa é sentenciado a longos anos de encerro no cárcere jurando-lhe vingança a Daniela por tê-lo traído.
Por outro lado, Juan Antonio é um importante homem de negócios que acaba de sofrer a morte de sua esposa, o deixando só com uma pequena menina chamada Mónica. Para infortúnio da pequena, seu pai tem uma frívola e vaidosa amante, Irene. Daniela e Juan Antonio, ambos por separado decidem tomar um cruzeiro para descansar e se esquecer do problemas que os aquejan, desta maneira se conhecem a bordo e inevitavelmente se apaixonam. A fortuna de conhecer-se é tão grande e os dois são tão felizes que decidem se casar mas Mónica não quer aceitar a Daniela como sua segunda mãe, apesar de que Daniela adora à filha de seu esposo.
Após um tempo e de diversos tratamentos, Daniela consegue ficar grávida, mas a malvada Irene ocasiona-lhe um acidente automobilístico deixando a Daniela em graves condições, o menino consegue nascer mas é débil e morre uma semana depois. Daniela está à beira do suicídio ao inteirar-se que nunca poderá ter filhos. Mónica ao ver o sofrimento de Daniela pela morte de seu filho por fim chama-a mamãe. Passados nos anos Mónica tem crescido e é uma linda mulher, Juan Antonio segue com grande sucesso nos negócios mas Daniela não tem podido recuperar da morte de sua bebe ademais o passado a ameaça quando Alberto sai do cárcere disposto a vingar da mulher que o condenou ao encerro atentando contra Mónica para a fazer sofrer.

## Elenco
- María Sorté - Daniela Lorente
- Enrique Novi - Juan Antonio Méndez
- Fernando Ciangherotti - Alberto Saucedo
- Berenice Domínguez - Mónica (niño)
- Daniela Castro - Mónica
- Alejandra Maldonado - Irene Montenegro
- Alfredo Adame - Hans Lutmann
- Liliana Abud - Sonia de Méndez
- Claudio Báez - Gerardo Peña
- Arsenio Campos - Felipe Bretón
- Gina Moret - Gina Reis
- Ada Carrasco - Dolores "Lolita"
- Ernesto Gómez Cruz - Nacho
- Alejandra Gollas - Leticia (niña)
- Cynthia Klitbo - Leticia
- Irma Lozano - María
- Héctor Suárez Gomis - Ramón
- Rodrigo Ramón - Federico "Fico" (niño)
- Toño Mauri - Federico "Fico"
- Lupita Ochoa - Margarita (niña)
- Lola Merino - Margarita
- Héctor Pons - Lalo Saucedo (niño)
- Andrés Bonfiglio - Lalo Saucedo
- Blanca Torres - Amanda
- Ana Bertha Espín - Amelia
- Irlanda Mora - Angélica
- Wiebaldo Lopez - Gaspar
- Angelina Peláez - Arcelia
- Roberto Blandón - Marcelo
- Raquel Morell - Raquel
- Roberto Palazuelos - David
- Juan Verduzco - Enrique
- Gastón Tuset - Alejandro Oviedo
- Guy de Saint Cyr - Gonzalo
- Francesca Monica Trueba Guillen - Luisita Peña (niña)
- Diana Ferretti - Carolina
- Abel Salazar - Rafael
- Carlos Riquelme - Justino Aguilar
- Lucero Lander - Lucía Dávila
- Shemaya - Ruben Saucedo (niño)
- Cristian Castro - Rubén Saucedo
- Estela Ruiz - Malena
- Gabriel Pingarrón - Germán
- David Rencoret - Manuel
- María Almela - Dora
- Rubén Rojo - Leopoldo Sánchez
- Jorge Fegán - Matías
- Mauricio Ferrari - Roberto
- Andrea Legarreta - Denisse
- Alejandro Aragón - Fernando
- Alejandra Espejo - Matilde
- Antonio Rangel - Pedro
- Aurora Cortés - Melina
- Miguel Garza Ramírez
- Karla Talavera
- Teresa Guízar - Rossi Almirez
- Antonio González - Don Vicente
- Agustín López Zavala - Chamuco#1
- Jesus Vargas - Chamuco#2
- Polly - Brenda
- Rubén Calderón - Dr. Ruben Carranza
- Nicky Mondellini - Ivonne
- Anna Ciocchetti - Ana-Maria
- Oscar Narváez - Detective Robles
- Christopher Lago - Carlitos Oviedo (niño)
- Flor Mariana - Jina-Daniela "Bebis" (niña)
- José María Torre - Manuel Justino "Tino" (niño)
- Mariano Torre - Miguel (niño)
- Rodrigo Doblado
- Eric de los Monteros

## Prêmios e indicações

### Prêmio TVyNovelas de 1990
| Categoria                    | Indicado(a)           | Resultado |
| ---------------------------- | --------------------- | --------- |
| Melhor telenovela            | Juan Osorio           | Venceu    |
| Melhor atriz protagonista    | María Sorté           | Venceu    |
| Melhor ator protagonista     | Enrique Novi          | Indicado  |
| Melhor atriz antagonista     | Alejandra Maldonado   | Indicado  |
| Melhor ator antagonista      | Fernando Ciangherotti | Venceu    |
| Melhor atriz principal       | Ada Carrasco          | Indicado  |
| Melhor atriz juvenil         | Daniela Castro        | Indicado  |
| Melhor atuação masculina     | Alfredo Adame         | Venceu    |
| Melhor história ou adaptação | Eric Vonn             | Venceu    |
| Melhor direção de câmera     | Alejandro Frutos      | Venceu    |